# Wander Johannes de Haas
Wander Johannes de Haas, nizozemski fizik in matematik, * 2. marec 1878, Lisse, † 26. april 1960, Bilthoven.
Najbolj je poznan po: Šubnikov-de Haasov efekt, de Hass-van Aplhenov efekt in Einsterin-de Haasov efekt.

## Odlikovanja
- Rumfordova medalja